# Стадион Полидепортиво де Пуебло Нуево
Стадион Полидепортиво де Пуебло Нуево (шп. Estadio Polideportivo de Pueblo Nuevo) је вишенаменски (фудбал, атлетика, рагби) стадион који се налази у Сан Кристобалу, Венецуела. Највише се користи за фудбал и домаћи је стадион клуба Депортиво Тачира. Стадион прима 38.755 људи.
Познат је као „храм фудбала“ у Венецуели, јер је управо на овом стадиону Венецуела направила веома запажене резултате, а налази се у региону Анда, који је у супротности са већим делом остатка Венецуеле, где је бејзбол популарнији. 

## Копа Америка 2007.
Овај стадион је био један од места одигравања утакмица Копа Америке 2007. Одигране су следеће утакмице:
| Датум      | Време | Тим #1    | Рез. | Тим #2   | Коло         |
| ---------- | ----- | --------- | ---- | -------- | ------------ |
| 2007-06-26 | 20.45 | Венецуела | 2-2  | Боливија | Група А      |
| 2007-06-30 | 16.00 | Боливија  | 0-1  | Уругвај  | Група А      |
| 2007-06-30 | 20.45 | Венецуела | 2-0  | Перу     | Група А      |
| 2007-07-07 | 18.00 | Венецуела | 1-4  | Уругвај  | Четвртфинале |

### Подела капацитета
Капацитет Спортског центра Пуебло Нуево рачунан је и подељен је на два дела, на „главну трибину” и „популарну трибину”, која је опет подељена на 3 дела, а дистрибуција је следећа:
- Главна трибина: 10.471 гледалац
- Популарна трибина: 28.284 гледалаца подељених у три сектора који су:
  - Централни сектор = 12.490 гледалаца
  - Јужни сектор = 7.900 гледалаца
  - Северни сектор = 7.894 гледалаца